# Nguyễn Hữu Mười
Nguyễn Hữu Mười (sinh năm 1957) là diễn viên, đạo diễn, giảng viên điện ảnh người Việt Nam, ông được biết đến với các vai ông giáo Thứ trong phim Làng Vũ Đại ngày ấy và thầy giáo Khang trong phim Bao giờ cho đến tháng Mười.

## Tiểu sử
Nguyễn Hữu Mười sinh ngày 9 tháng 9 năm 1957 tại huyện Kim Động, tỉnh Hưng Yên, trong một gia đình có 11 anh chị em, không có ai theo nghệ thuật.

## Sự nghiệp
Năm 1974, trong lần cùng bạn đi mua vé xem kịch khi Đoàn kịch Trung ương về biểu diễn, Hữu Mười thấy bảng thông báo tuyển diễn viên, điều khiến ông quyết định viết đơn ứng tuyên là thí sinh sẽ được chụp ba kiểu ảnh, bởi việc được chụp hình là điều không dễ dàng lúc bấy giờ. Lá đơn của ông khi đó chỉ vỏn vẹn 6 dòng và suýt bị đuổi về vì cẩu thả và phải viết lại. Diễn viên Phi Nga là người nhận ra tố chất diễn viên bên trong Hữu Mười, vượt qua vòng sơ tuyển, ông ra Hà Nội dự thi chung tuyển. Khi tốt nghiệp ông là một trong 16 sinh viên trong lớp diễn viên khóa hai trường Điện ảnh Việt Nam cùng với các nghệ sĩ Bùi Cường, Minh Châu, Phương Thanh, Bùi Bài Bình, Quốc Trọng, Thanh Quý, Đào Bá Sơn,...
Tốt nghiệp lớp diễn viên 1977, nghệ sĩ Hữu Mười về công tác tại Hãng phim truyện Việt Nam. Thời gian đầu ông thường hóa thân vào những vai thứ chính. Các bộ phim ông tham gia trong những năm đầu sự nghiệp như Khôn dại, Ngày ấy ở sông Lam, Phương án ba bông hồng.
Năm 1982, Hữu Mười có được vai diễn để đời đầu tiên vào vai thầy giáo Thứ, nhân vật phỉnh theo nhà văn Nam Cao, trong phim Làng Vũ Đại ngày ấy. Năm 1984, Đạo diễn Đặng Nhật Minh đưa đến cho ông kịch bản phim Bao giờ cho đến tháng Mười, vị đạo diễn quán triệt trước rằng không cho ông đóng vai thầy giáo giáo Khang vì lĩnh vực điện ảnh kị việc lặp lại trong diễn xuất. Sau đó vì không tìm được diễn viên phù hợp, Đặng Nhật Minh lại chọn Hữu Mười cho vai thầy giáo Khang, vai diễn giúp ông có được giải Nam diễn viên chính xuất sắc tại Liên hoan Phim Việt Nam lần thứ 7. Năm 1987, Hữu Mười được Bộ Văn hóa cử đi học sang Liên Xô theo học ngành đạo diễn tại Trường Đại học Điện ảnh quốc gia Matxcova (VGIK) theo Hiệp định hợp tác Văn hoá - Giáo dục giữa hai nước. Năm 1993, Hữu Mười tốt nghiệp và trở lại Hãng phim truyện Việt Nam công tác. Năm 1996, ông được đạo diễn Đặng Nhật Minh mời làm phó đạo diễn cho bộ phim Hà Nội mùa đông năm 46.
Năm 1999, Nguyễn Hữu Mười mới có bộ phim điện ảnh đầu tiên do ông đạo diễn là Chiếc hộp gia bảo, tiếp theo đó là các phim điện ảnh truyền hình cho các chương trình của Đài Truyền hình Việt Nam. Bộ phim 7 ngày làm vợ do ông đạo diễn từng được đề cử hạng mục Phim truyền hình ngắn tập của Giải Cánh diều 2004. Hữu Mười bắt đầu tham gia công tác giảng dạy từ năm 2003, ông từng nhậm chức trưởng Khoa truyền hình, trường Đại học sân khấu Điện ảnh Hà Nội.
Năm 2011, Nguyễn Hữu Mười mạnh dạn nhận đạo diễn bộ phim chiến tranh Mùi cỏ cháy, sau khi kịch bản phim bị nhiều đạo diễn khác từ chối vì kinh phí cho phim quá eo hẹp. Bộ phim sau đó chiến thắng 4 giải trong hạng mục phim truyện điện ảnh tại giải Cánh diều 2011 trong đó có giải quan trọng nhất, Cánh Diều Vàng cho phim truyện điện ảnh. Mùi cỏ cháy cũng chiến thắng hạng mục phim điện ảnh tại Liên hoan phim Việt Nam lần thứ 17 với giải Bông sen Bạc và Biên kịch xuất sắc.

## Gia đình
Nguyễn Hữu Mười và vợ kết hôn khi họ đang du học bên Liên Xô, họ có hai người con.

## Tác phẩm

### Vai trò diễn viên
| Năm  | Phim                       | Vai diễn        | Đạo diễn                        | Dạng phim        | Chú thích |
| ---- | -------------------------- | --------------- | ------------------------------- | ---------------- | --------- |
| 1976 | Khôn dại                   | Phùng           | Phạm Văn Khoa                   | Điện ảnh         | [ 1 ]     |
| 1979 | Những người đã gặp         | Toàn            | Trần Vũ                         | Điện ảnh         |           |
| 1980 | Ngày ấy ở sông Lam         | Khang           | Nguyễn Ngọc Trung               | Điện ảnh         | [ 1 ]     |
| 1981 | Phương án ba bông hồng     | Bảy Cứ          | Văn Hòa                         | Điện ảnh         | [ 1 ]     |
| 1982 | Làng Vũ Đại ngày ấy        | Ông giáo Thứ    | Phạm Văn Khoa                   | Điện ảnh         | [ 1 ]     |
| 1982 | Cuộc chia tay mùa hạ       | Tiềm            | Nguyễn Ngọc Trung               | Điện ảnh         |           |
| 1985 | Bao giờ cho đến tháng Mười | Thầy giáo Khang | Đặng Nhật Minh                  | Điện ảnh         | [ 1 ]     |
| 1986 | Ngày về                    | Tâm             | Tự Huy                          | Điện ảnh         | [ 2 ]     |
| 1996 | Nước mắt thời mở cửa       | Tiến            | Lưu Trọng Ninh                  | Điện ảnh         |           |
| 1996 | Bỏ trốn                    | Quốc            | Phạm Nhuệ Giang                 | Điện ảnh         |           |
| 1997 | Trưởng ban dân số          | Nhất            | Trần Trung Nhàn                 | Điện ảnh         |           |
| 2020 | Lựa chọn số phận           | Trần Công Minh  | Mai Hồng Phong, Bùi Quốc Việt   | Phim truyền hình |           |
| 2024 | Ánh sáng trước mặt         | ông Nhân        | Trần Hoài Sơn, Nguyễn Danh Dũng | Phim truyền hình |           |

### Vai trò đạo diễn
| Năm  | Phim                            | Vai diễn | Dạng phim            | Chú thích                      |
| ---- | ------------------------------- | -------- | -------------------- | ------------------------------ |
| 1997 | Cơn bão đen                     |          | Điện ảnh truyền hình | Đồng đạo diễn: Vũ Đình Thân    |
| 1998 | Không phải chuyện đùa           |          | Điện ảnh truyền hình |                                |
| 1999 | Chiếc hộp gia bảo               |          | Điện ảnh             | [ 1 ]                          |
| 1999 | Trở lại chùa Dâu                |          | Điện ảnh truyền hình | [ 1 ]                          |
| 2000 | Nhịp sống                       |          | Điện ảnh truyền hình | [ 1 ]                          |
| 2000 | Xóm bờ sông                     |          | Điện ảnh truyền hình | [ 1 ]                          |
| 2004 | Bảy ngày làm vợ                 |          | Điện ảnh truyền hình | Đồng đạo diễn: Phạm Quang Xuân |
| 2006 | Những kẻ lãng mạn               |          | Điện ảnh truyền hình | [ 1 ] [ 14 ]                   |
| 2009 | Cuộc phiêu lưu không định trước |          | Điện ảnh truyền hình | [ 1 ] [ 15 ]                   |
|      | Những người lính thầm lặng      |          | Điện ảnh             | [ 16 ]                         |
| 2012 | Mùi cỏ cháy                     |          | Điện ảnh             | Đồng đạo diễn: Vũ Đình Thân    |
| 2016 | Trên đỉnh bình yên              |          | Điện ảnh             | [ 1 ] [ 17 ] [ 18 ]            |

## Giải thưởng
| Năm                 | Sự kiện                            | Hạng mục giải thưởng                                | Tác phẩm đề cử             | Kết quả             | Chú thích                   |
| Giải thưởng cá nhân | Giải thưởng cá nhân                | Giải thưởng cá nhân                                 | Giải thưởng cá nhân        | Giải thưởng cá nhân | Giải thưởng cá nhân         |
| ------------------- | ---------------------------------- | --------------------------------------------------- | -------------------------- | ------------------- | --------------------------- |
| 1985                | Liên hoan Phim Việt Nam lần thứ 7  | Nam diễn viên chính xuất sắc - Phim truyện điện ảnh | Bao giờ cho đến tháng Mười | Đoạt giải           | [ 1 ]                       |
| Tác phẩm có giải    |                                    |                                                     |                            |                     |                             |
| Năm                 | Sự kiện                            | Giải thưởng chính                                   | Phim đề cử                 | Kết quả             | Chú thích                   |
| 2012                | Giải Cánh diều 2011                | Phim truyện điện ảnh                                | Mùi cỏ cháy                | Cánh diều Bạc       | 03 giải cá nhân khác        |
| 2011                | Liên hoan phim Việt Nam lần thứ 17 | Phim truyện điện ảnh                                | Mùi cỏ cháy                | Bông sen Bạc        | Cùng một giải cho biên kịch |